# Nicat Məmmədov
Nicat Məmmədov (bzw. Nidjat Mamedov; * 2. April 1985 in Naxçıvan) ist ein aserbaidschanischer Schachspieler.

## Leben
1999 wurde er im griechischen Litochoro U14-Europameister (vor Vugar Gashimov, Ferenc Berkes und Artjom Timofejew). 2002 gewann er in Baku die aserbaidschanische U18-Meisterschaft. 2007 gewann er die Offene Internationale Bayerische Meisterschaft in Bad Wiessee vor Mircea Pârligras und kam beim Traditionsturnier in Hastings auf den geteilten 1.–3. Platz. Für seine pragmatischen Kurzremisen in den letzten beiden Runden dieses Turniers wurde er scharf kritisiert. Bei der aserbaidschanischen Einzelmeisterschaft 2007 in Baku wurde er hinter Rauf Məmmədov Zweiter, die aserbaidschanische Meisterschaft 2011 konnte er gewinnen. 2013 gewann er das Open in Teplice.
Im November 2000 wurde er Internationaler Meister, seit Juni 2006 ist er Großmeister. Die Normen für den Großmeister-Titel erzielte er beim 14. Open in Benasque im Juli 2005, beim 4. Koloocheh Noosheen Open im iranischen Lahijan im September 2005 und beim President’s Cup in Baku im Mai 2006. Im Februar 2015 liegt er auf dem siebten Platz der aserbaidschanischen Elo-Rangliste.

## Nationalmannschaft
Mit der aserbaidschanischen Nationalmannschaft nahm Məmmədov an der Schacholympiade 2000 in Istanbul sowie den Mannschaftsweltmeisterschaften 2010 und 2013 teil.

## Vereine
Vereinsschach spielte er in Frankreich in der Saison 2007/08 für den Club d’Echecs Metz Fischer. Im Iran spielte er 2005 für Petroshimi Bandaremam und wurde 2007 mit Daneshgah Azad Eslami Mannschaftsmeister. Er spielt auch in aserbaidschanischen (für Hamkarlar und Odlar Yurdu, mit dem er 2013 und 2014 am European Club Cup teilnahm) und spanischen (2008 für den C.A. Solvay) Liegen. In der Türkei spielte er für Antalya Callispor und beim European Club Cup 2017 für Genç Akademisyenler Eğitim Kültür ve Ara.